# المرايا (مسلسل 1984)
المرايا هو مسلسل تلفزيوني درامي عربي مشترك، عُرض أول مرة سنة 1984، إخراج فيصل الياسري، وتأليف رفيق الصبان، ومن بطولة صلاح ذو الفقار، وهند كامل، وسميحة أيوب، ورشيد عساف.

## طاقم التمثيل
- صلاح ذو الفقار
- هند كامل
- سميحة أيوب
- رشيد عساف
- عايدة عبد العزيز
- قحطان القحطاني
- إبراهيم الصلال
- عبد الناصر الزاير
- هاني الروماني

## وصلات خارجية
- المرايا على موقع قاعدة بيانات الأفلام العربية